# Pornography (film)
Pour les articles homonymes, voir Pornography et Pornographie.
 (juillet 2025).
Pour plus de détails, voir Fiche technique et Distribution.
Pornography est un court métrage d'animation belge écrit et réalisé par Éric Ledune et sorti en 2016. 
Le film a remporté le Magritte du meilleur court métrage d'animation en 2017. 

## Fiche technique
- Titre original : Pornography
- Titre français : Pornography
- Réalisation et animation : Éric Ledune
- Scénario : Éric Ledune, Vincent Logeot
- Photographie : Marc Boyer
- Montage : Marc Boyer
- Musique : Christian Leroy
- Design sonore et mixage : Adam Wolny
- Effets spéciaux : Santine Munoz
- Décors : Diane Delafontaine, Emelyne Duval, Edouard Guise, Éric Ledune
- Pays d'origine : Belgique
- Langue originale : français
- Format : couleur
- Genre : animation
- Durée : 24 minutes
- Dates de sortie :
  -  Belgique : 2016

## Distribution (voix)
- Véronique Alycia
- Michel Baladi
- Paola Corti
- Daniel Decot
- Lionel Fernandez
- Sidney Kotto
- Sylvain Lemarié
- Louise Lemoine Torrès
- Vincent Logeot
- Anne Marbeau
- Christine Mordant
- Emma Santini

## Prix et récompenses
- 2016 : Prix SACD (auteurs et compositeurs dramatiques) de l'animation (Belgique)
- 2016 : Prix du meilleur film d'animation au festival Festifrance (Belo Horizonte, Brésil)
- 2016 : 9e Festival Partie(s) de Campagne (Ouroux-en-Morvan) : Prix du Public du meilleur court-métrage documentaire
- 2017 : Magritte du meilleur court métrage d'animation (2017)